# Кабаново (Мордовия)
Кабаново — село в Ельниковском районе Мордовии. Входит в состав Акчеевского сельского поселения.

## История
Впервые упоминается в 1673 году как деревня Лепьевка отданная во владение Михаилу Ивановичу Кабанову. В «Списке населённых мест Пензенской губернии за 1869» Кабаново (Анчеево) владельческое село из 79 дворов Краснослободского уезда.

## Население
| 2002 | 2010 |
| ---- | ---- |
| 123  | ↘99  |

Национальный состав
Согласно результатам Всероссийской переписи населения 2002 года, в национальной структуре населения русские составляли 85 %.